# Marcel Broodthaers
Marcel Broodthaers (Saint-Gilles, 28 gennaio 1924 – Colonia, 28 gennaio 1976) è stato un performance artist e poeta belga.
È uno dei maggiori rappresentanti dell'arte concettuale unendo insieme la cultura surrealista insieme alle nuove tendenze artistiche degli anni sessanta e settanta.
Nel 1968, si nomina curatore del "Musée d'Art Moderne département des aigles" da lui creato. Muore a Colonia il giorno del suo 52º compleanno e viene sepolto nel cimitero di Ixelles a Bruxelles.

## Mostre (selezione)
- 1964 Parc du Mont des Arts, Bruxelles
- 1965 Palais de Beaux-Arts, Bruxelles
- 1966 Wide White Space, Anversa
- 1972 documenta 5, Kassel
- 1974 Palais des Beaux-Arts, Bruxelles
- 1980 Museum Ludwig, Colonia
- 1980 Tate Gallery Londra
- 1982 documenta 7, Kassel
- 1981 Marcel Broodthaers, Rotterdam
- 1984 Von hier aus - Zwei Monate neue deutsche Kunst in Düsseldorf
- 1989 Walker Art Center, Minneapolis, Stati Uniti
- 1991 Galleria nazionale del Jeu de Paume, Parigi
- 1995 Kunstmuseum Bonn, Bonn
- 1997 Centro Gallego de Arte Contemporáneo, Santiago di Compostela, Spagna
- 2015 Fridericianum, Kassel, Germany